# The Movies (Amsterdam)
The Movies is een bioscoop in Amsterdam.
The Movies is de oudste nog in gebruik zijnde bioscoop in Amsterdam. Het complex is gevestigd aan de Haarlemmerdijk 161-163 aan de rand van de Jordaan. The Movies is opgericht in 1912 onder de naam Bioscoop Tavenu. Reeds twee jaar later werd de naam gewijzigd in Cinema Hollandia.
Tot de Tweede Wereldoorlog fungeerde de bioscoop als buurtcinema. Grote films werden eerst vertoond in de grote bioscopen van de stad, waarna ze in de kleine zaaltjes in de vele buurtbioscopen bleven draaien. Na de oorlog concentreerde Cinema Hollandia zich vooral op actiefilms. In de jaren zestig, waar vele buurtbioscopen ten onder gingen, wist de bioscoop te overleven.
The Movies neemt deel aan het samenwerkingsverband Cineville en is lid van Europa Cinemas.

## Vanaf de jaren zeventig
In 1971 werd de bioscoop verkocht aan Pieter Goedings. Hij wilde de cinema aanvankelijk van naam laten veranderen in "Piccadilly", maar koos uiteindelijk voor de naam The Movies. Hij veranderde het programma van actiefilms naar kwalitatief betere films. Het art-deco-interieur bleef echter behouden waardoor het de bijnaam "Klein Tuschinski" kreeg. De zaken liepen goed en na enkele jaren wist de nieuwe eigenaar de naastgelegen panden te kopen waardoor er drie extra zalen gecreëerd konden worden. Daarnaast kwam er een bar in de foyer.
In 1989 verkocht Goedings de bioscoop aan enkele beleggers onder wie Roeland Kerbosch. De laatste kocht enkele maanden later de anderen uit en haalde Matthijs van Heijningen binnen als mede-eigenaar. The Movies werd uitgebreid met een vierde zaal en een restaurant. Matthijs van Heijningen verliet The Movies in 1997. Roeland Kerbosch verkocht The Movies in oktober 2007 aan de van LantarenVenster afkomstige Kadir Selçuk, die ook eigenaar is van bioscoop de Filmhallen.
De bioscoop heeft jarenlang op vrijdag en zaterdagnacht nachtfilms gedraaid; in een van de zalen heeft ongeveer acht jaar lang A Clockwork Orange als vaste nachtfilm gedraaid. De traditie hield op nadat die film in Engeland legaal vertoond mocht worden.
De film 'Samen naar The Movies' van regisseurs Jan Willem Looze en Alex Rutten vertelt het verhaal van de geschiedenis van 100 jaar bioscoop The Movies.

## Tegenwoordig
Vanaf 2021 werden de panden waarin The Movies gehuisvest is, opnieuw gefundeerd en het interieur gerenoveerd. Daarvoor werd in de zomer van 2021 een crowdfunding gestart die 50.000 euro opleverde. De hele verbouwing heeft ongeveer een half miljoen gekost. In eerste instantie zou de heropening al plaatsvinden "medio zomer 2022". Vanaf 13 maart 2023 is The Movies weer geopend. Het restaurant is komen te vervallen.
De omvang van de bioscoop is bescheiden. Er zijn vier zalen. De bioscoop programmeert zowel blockbusters als arthousefilms en alles daar tussenin.

## Uitbreiding
The Movies heeft in september 2013 een tweede bioscoop geopend in de historische binnenstad van Dordrecht. Als enige bioscoop in Dordrecht vervult The Movies hier zowel de functie van filmhuis, als bioscoop voor de populairdere films.

## Fotogalerij, na de renovatie

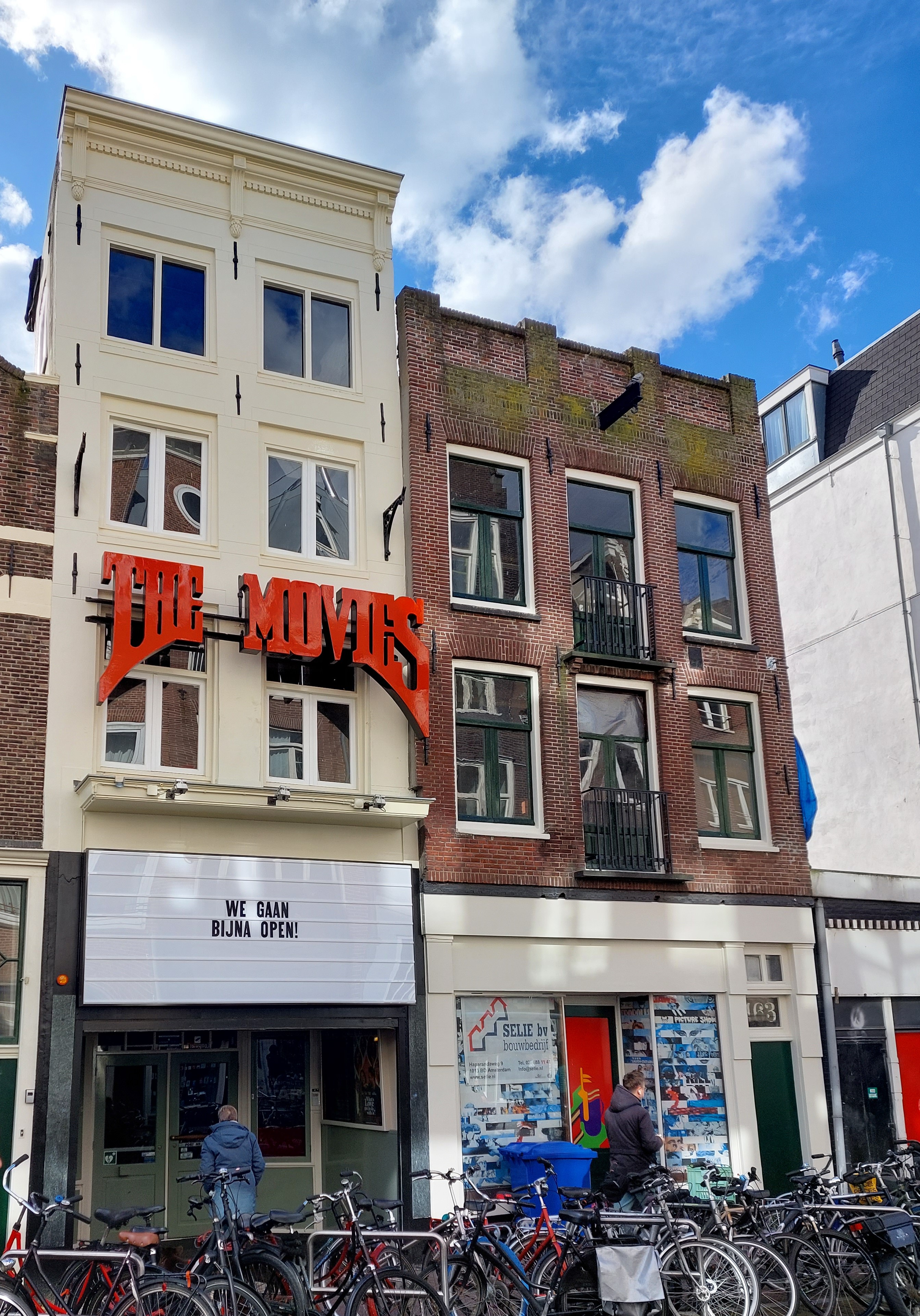
De gevel
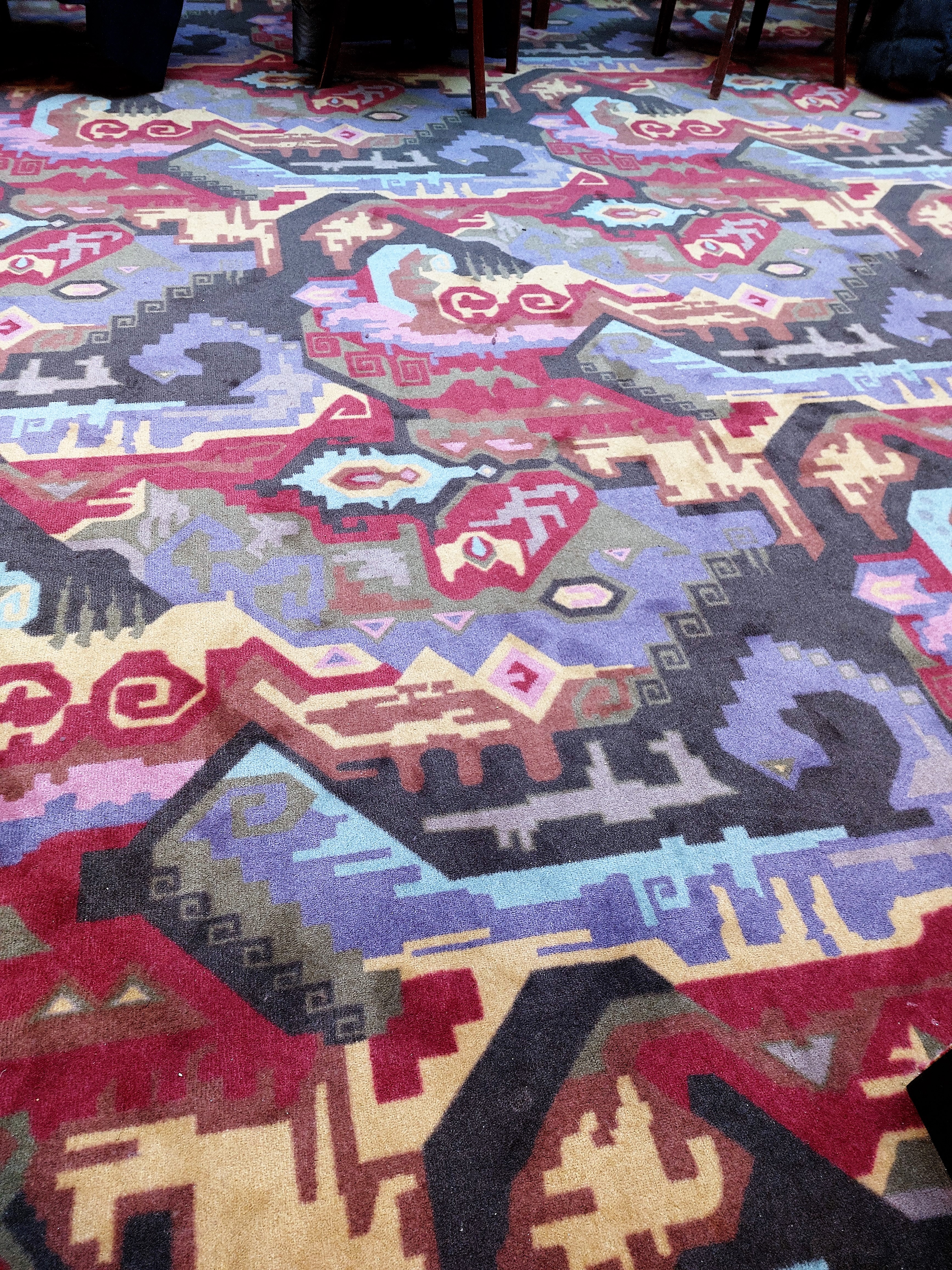
Het nieuwe tapijt
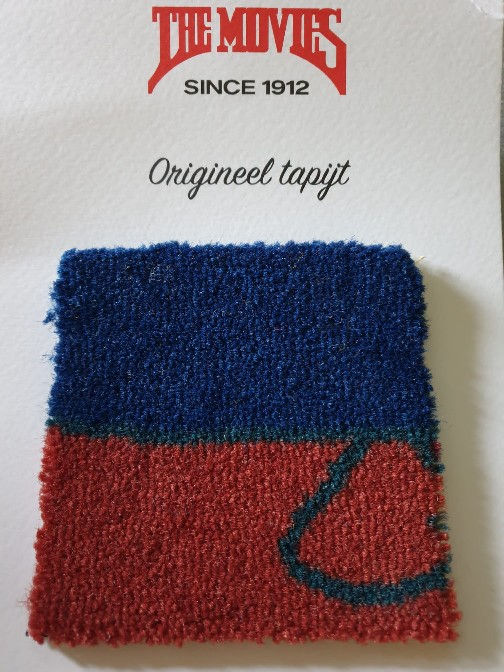
Cadeautje voor de donateurs
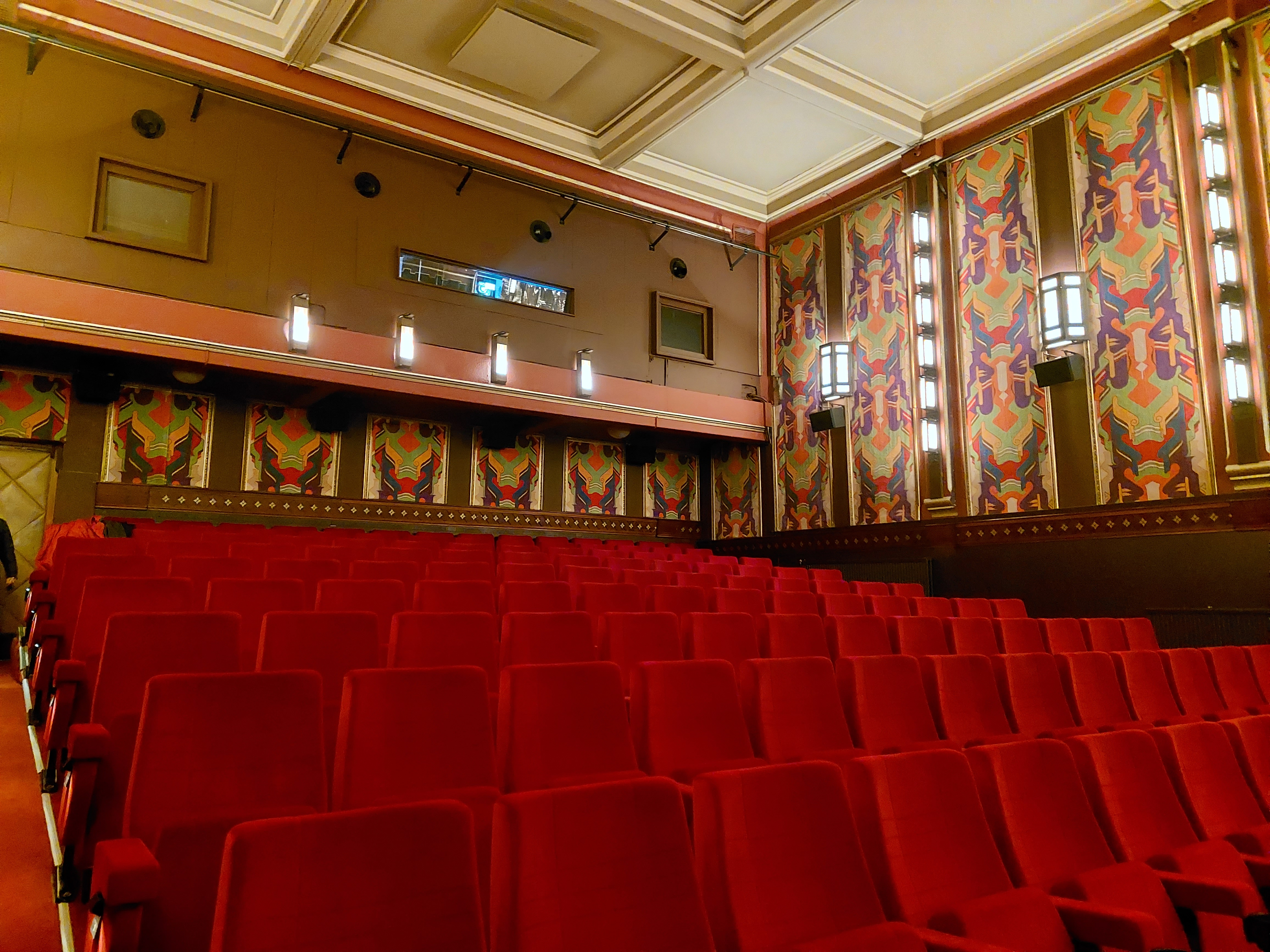
Filmzaal 1
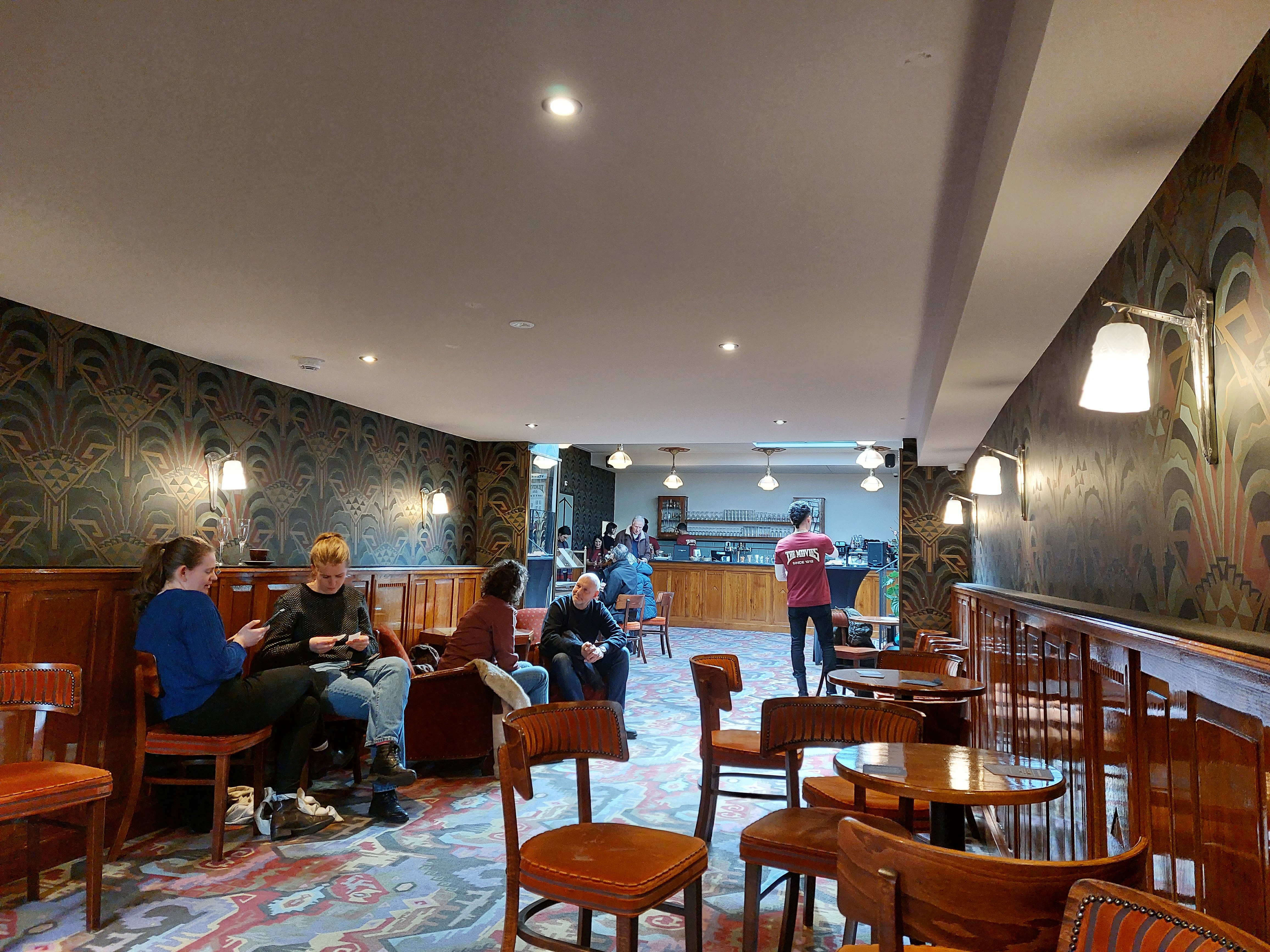
Horeca